# 1373 Cincinnati
1373 Cincinnati là một tiểu hành tinh nằm trong vành đai tiểu hành tinh. Đó quỹ đạo của nó có một chút bất thường, nếu không thì nó đã trở thành tiểu hành tinh tiêu biểu của vành đai.
Cincinnati được khám phá bởi nhà thiên văn học nổi tiếng người Mỹ Edwin Hubble vào ngày 30 tháng 8 năm 1935. Đây là tiểu hành tinh duy nhất mà Hubble đã phát hiện, và tên của nó được đặt theo đài thiên văn Cincinnati là nơi thực hiện hầu hết các tính toán quỹ đạo.